# بری الغربی
بری الغربی (به عربی: بری الغربی) یک روستا در سوریه است که در ناحیه بری شرقی واقع شده‌است. بری الغربی ۶۲۷ نفر جمعیت دارد.